# No Way Out (2000)
No Way Out (2000) — это PPV-шоу по рестлингу, проводимое World Wrestling Federation (WWF, ныне WWE). Состоялось 27 февраля 2000 года в Хартфорде, Коннектикут на арене «Хартфорд Сивик Центр».
Это было первое шоу, проведенное под названием No Way Out, хотя и второе в хронологии, так как ему предшествовало мероприятие под названием No Way Out of Texas; название шоу было сокращено, так как оно проводилось не в Техасе.

## Результаты
| № | Матч | Тип матча                                                                       | Время |
| - | --- | ------------------------------------------------------------------------------- | ----- |
| 1 | Курт Энгл победил Криса Джерико (с Чайной)                                                                                            | Матч один на один за титул интерконтинентального чемпиона WWF                   | 10:14 |
| 2 | «Братья Дадли» (Бубба Рэй и Ди-Вон) победили «Изгоев нового века» (Билли Ганн и Роуд Догг)                                            | Командный матч за титул командных чемпионов WWF                                 | 5:20  |
| 3 | Марк Генри победил Висцеру | Матч один на один                                                               | 3:46  |
| 4 | Эдж и Кристиан победили «Братьев Харди» (Мэтт и Джефф)                                                                                | Командный матч за претендентство № 1 на титул командных чемпионов WWF           | 15:18 |
| 5 | Тэзз победил Биг Босса Мена (с Альбертом) по дисквалификации                                                                          | Матч один на один                                                               | 0:47  |
| 6 | Икс-пак (с Тори) победил Кейна | Матч без ограничений                                                            | 7:49  |
| 7 | Too Cool (Рикиши, Скотти 2 Хотти и Гранд Мастер Сексей) победили «Радикалов» (Крис Бенуа, Дин Маленко, Перри Сатурн (с Эдди Герреро)) | Командный матч шести человек                                                    | 12:41 |
| 8 | Биг Шоу победил Скалу | Командный матч за претендентство № 1 на титул чемпиона WWF на WrestleMania 2000 | 7:29  |
| 9 | Трипл Эйч победил Кактуса Джека | «Ад в клетке» — титул против карьеры, за титул чемпиона WWF                     | 23:59 |